# Kufstein
Kufstein é uma cidade austríaca capital do distrito de Kufstein, estado do Tirol. Com uma população de cerca de 18.400 habitantes, é a segunda maior cidade tirolesa, depois da capital do estado, Innsbruck. O maior marco é a Fortaleza de Kufstein, mencionada pela primeira vez no século XIII.

## Geografia
Kufstein localiza-se próxima ao rio Inn, na parte mais da baixa do Vale de Inn, perto da fronteira com a Baviera, Alemanha, e possui um posto francês da Segunda Guerra Mundial. Kufstein é a segunda maior cidade em Tirol.

## Cidadãos notórios
- Karl Wendlinger - ex-piloto austríaco da Fórmula 1.